# Idiocera (Idiocera) lobatostylata
Idiocera (Idiocera) lobatostylata is een tweevleugelige uit de familie steltmuggen (Limoniidae). De soort komt voor in het Palearctisch gebied.